# 兪吉濬陰謀事件
兪吉濬陰謀事件（ユ・ギルチュンいんぼうじけん）は、亡命者の兪吉濬および陸軍士官学校卒業の第11期生の大韓帝国人で結成された革命一心会の構成員が中心となって大韓帝国の軍政革新の陰謀を企て、それが露見し逮捕・処刑された事件である。兪吉濬事件や革命一心会事件ともいう。

## 革命血約書
以下は主に朝鮮王朝実録の記録にある被告人らの供述に依る。
1899年に日本の士官学校を卒業した韓国人留学生は、その後、大韓帝国政府より陸軍參尉 (尉官相当)に任命され、留学の訓を受けた。しかし駐日韓国公使が韓国政府に留学費を求めたところ、今度は召還の訓を受けることとなった。帰還のために駐日韓国公使が韓国政府に学徒の帰還費および服裝費を求めたところ、支払いを数ヶ月延期した後、支払われることは無かった。そのため、留学に耐えられない盧伯麟らは先に帰還することとなり、残りの15名は駐日韓国公館に寄留することとなった。しかし、駐日韓国公館は借家であったため手狭となっていた。
駐日韓国公館での寄留中、權浩善は以下のように論じて、革命血約書 (連判狀) を定めた。
革命血約書の内容は以下であったとされる。
また、署名を行ったのは以下の15名とされる。
- 趙宅顯
- 張浩翼
- 金鴻鎭
- 權浩善
- 姜容九
- 方泳柱
- 張寅根
- 李基鈺
- 權承祿
- 金羲善
- 金亨燮
- 金敎先
- 金鳳錫
- 金鴻南
- 金寬鉉

盟約の後、趙宅顯は亡命者であった兪吉濬に会い、「大韓政府を組織したい」と言いながらこの血約書を見せ、兪吉濬を引き入れた。

## 兪吉濬の陰謀
以下は日本公使館記錄における兪吉濬の陰謀に参与した吳世昌の証言を中心とする。
邦人では深川潤一および荒井德一が兪吉濬の陰謀に参与したとされる。一方の韓帝は、亡命者である朴泳孝および兪吉濬の下へ、内偵として元典圜局技師の徐相潗を派遣した。徐相潗は典圜局長であった李容翊と対立して、邦人側に一時潜伏していたことがあるとされる。徐相潗は亡命者に同情を寄せる態度を取って亡命者の意思を探り、兪吉濬が「兎に角外国の事情を国民一般に吹聴するを急務」だと考えているものの資金の問題を抱えていることを聞き出した。
その後韓帝はより信頼できるとされる人物として、徐相圭（偽名：徐相浩）を徐相潗の親族と偽って派遣した。深川潤一は資金を徐相潗に乞い、徐相潗からの資金で銅峴に密会用の家を購入した。この資金の出所は、吳世昌の証言によれば、徐相潗がこの陰謀を韓帝に内奏し、韓帝より賜った工作資金とされる (#白銅貨偽造も参照)。韓帝は更に陰謀を探るため、追加で柳東根正尉 (陸軍大尉相当) を派遣した。
密会における協議の末、吳世昌を引き入れることが企てられた。吳世昌は陰謀へと積極的に参与するようになったものの、徐相潗および柳東根の挙動に疑問を感じて内々に調べた結果、柳東根が韓帝との繋がりの深い姜錫鎬と協議していることを聞き出した。吳世昌は恐懼に耐えられなくなり、助けを求めるため、邦人に陰謀を暴露したと証言している。

## 白銅貨偽造
兪吉濬の供述によれば、自身は通貨偽造に反対していたものの、河相驥と共に白銅貨の偽造をしつつある者が居たとしている。一方、金亨燮の回顧録によれば、兪吉濬が徐相潗や仁川監理の河相驥に白銅貨の偽造を行わせていたとしている。

## 処分・亡命
日本側は荒井德一に対し在留禁止処分を行ったほか、亡命者である兪吉濬を小笠原島へ追放した。吳世昌および千章郁は日本へと亡命した。
元士官生徒らは疑獄されたものの、徐相潗および河相驥の主張により開放されることとなったとされるが、その後、柳東根の告発により、元士官生徒の權浩善·張浩翼·趙宅顯·金鳳錫·金羲善·金亨燮·金敎先および兪吉濬の庶弟である兪星濬が逮捕され、裁判が開かれている。